# Vicente Guerrero, Metlatónoc
Vicente Guerrero är en ort i Mexiko.   Den ligger i kommunen Metlatónoc och delstaten Guerrero, i den sydöstra delen av landet, 240 km söder om huvudstaden Mexico City. Vicente Guerrero ligger 2 019 meter över havet och antalet invånare är 425.
Terrängen runt Vicente Guerrero är kuperad norrut, men söderut är den bergig. Runt Vicente Guerrero är det ganska glesbefolkat, med 43 invånare per kvadratkilometer. Närmaste större samhälle är San Vicente Zoyatlán, 11,9 km öster om Vicente Guerrero. I omgivningarna runt Vicente Guerrero växer huvudsakligen savannskog.